# Osijek
Osijek (Mursa, llatí Essec, hongarès Eszék, alemany Esseg, turc Ösek) és la quarta ciutat de Croàcia, i és la capital del comtat d'Osijek-Baranja i la ciutat més gran de la regió d'Eslavònia. És una ciutat històrica i universitària, i es troba a la riba dreta del riu Drava, a 25 km de la confluència amb el riu Danubi.

## Història
Hi ha restes d'ocupació de la zona en el Neolític. La regió fou poblada per tribus il·líries. Hadrià va erigir la població il·líria de Mursa el 131 com a colònia romana (Colònia de Mursa Maior). Fou teatre de diverses batalles entre elles les del 260 entre Aureol i Ingenu i la del 351 entre Constanci II i Magnenci. Al segle VII s'hi van establir els eslaus i a les ruïnes de Mursa van fundar un assentament de nom Osijek. No apareix esmentada en escrits fins al 1196. Va estar dins el feu de la família hongaresa del Karogyi entre 1353 i 1472. El 8 d'agost de 1526 fou saquejada pels otomans i destruïda. Van construir un pont de barques a la ciutat que van creuar per marxar cap a Mohács. En endavant el Drava fou creuat habitualment per Osijek, la Ösek dels turcs. Ponts de barques es van construir per les campanyes de 1532, 1541 i 1543. El pont permanent es va construir el 1566. Ösek fou elevada a sandjak al segle xvii dins l'eyalat de Budin. La fortalesa estava entre 200 i 300 km a l'interior de territori otomà i les defenses eren solides i els otomans no esperaven cap atac quan sobtadament hi va fer una incursió l'hongarès i poeta Nicolas Zrinyi (1 de febrer de 1664) que va cremar el pont; els turcs el van reconstruir però fou altre cop incendiat el 1685 pel general Lesley; el 29 de setembre de 1687 els imperials van ocupar la posició. La ciutat Alta (Gornji Grad) fou refundada el 1692 i la ciutat baixa el 1698 (Donji Grad). Entre 1712 i 1721 es va construir una nova fortalesa coneguda per Tvrda. Les dues ciutats van romandre municipis separats fins al 1786 que es van unir. A finals del segle xviii la municipalitat unida d'Osijek va substituir a Virovitica com a centre del comtat de Verőce.
El 1809 Osijek va rebre el títol de Ciutat Imperial Lliure i al segle xix era la principal ciutat de Croàcia. La ciutat es va engrandir al segle XX amb barris com Sjenjak, Vijenac, Jug i Jug II. A la guerra d'independència de 1991 a 1995, va evitar destruccions severes com les que va patir la veïna Vukovar. Més de 1000 residents van morir en els bombardejos. Els danys han estat ja restaurats.

## Població
L'any 2001 tenia 114.616 habitants (repartits en 86,5% croats, 7,5% serbis, 1% hongaresos i per religions 84% catòlics, 7,5% ortodoxos i 1% musulmans i altres religions). La població el 1910 era de 31.388 habitants (12.000 croates, 11.000 alemanys, 7500 jueus, 3500 hongaresos sobrepassa el total); el 1981 era de 158.790 (57% croats i 19% serbis); el 1991 era de 165.253 (67% croats, 20% serbis, 2% hongaresos).

## Agermanaments
Osijek està agermanada amb:
- Pécs, Hongria (1973)
- Pforzheim, Alemanya (1994)
- Maribor, Eslovènia (1995)
- Tuzla, Bòsnia i Hercegovina (1996)
- Ploieşti, Romania (1996)

- Lausana, Suïssa (1997)
- Nitra, Eslovàquia (1997)

- Budapest, Districte XIII, Hongria (2001)
- Prizren, Kosovo (2010)
- Subotica, Sèrbia (2004; 2010)
- Vicenza, Itàlia (2014)
- Elbasan, Albània (2015)
- Huanggang, República Popular de la Xina (2017)
- Canada Bay, Austràlia (2018)

## Galeria

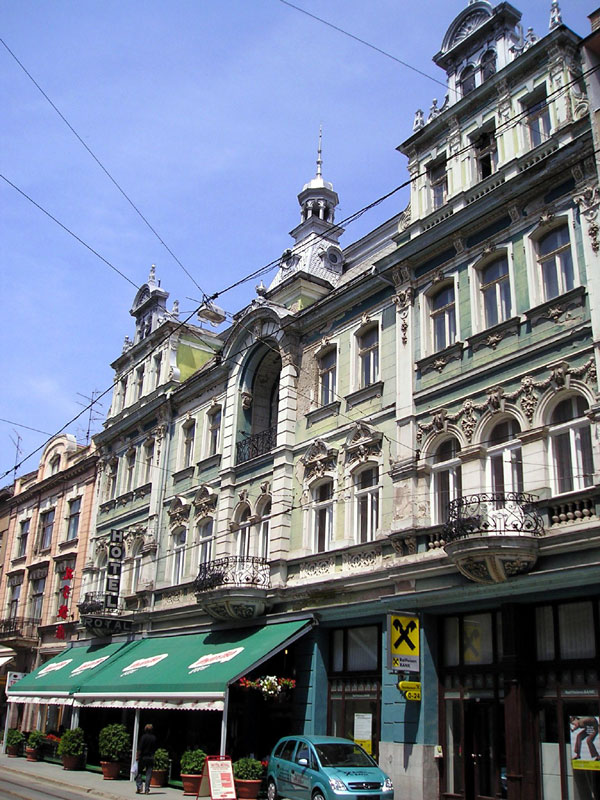
Façana a Osijek
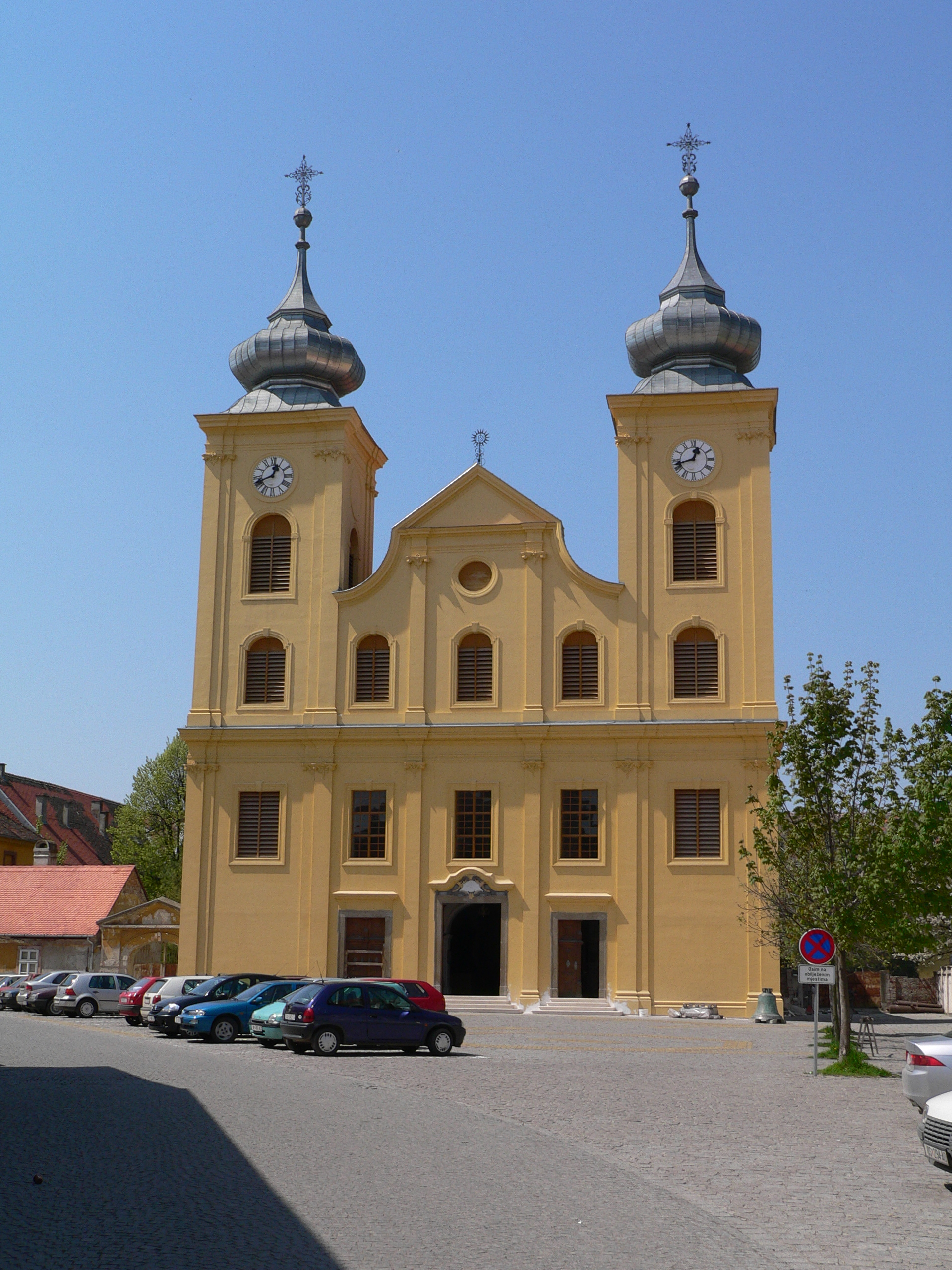
Església de Sant Miquel
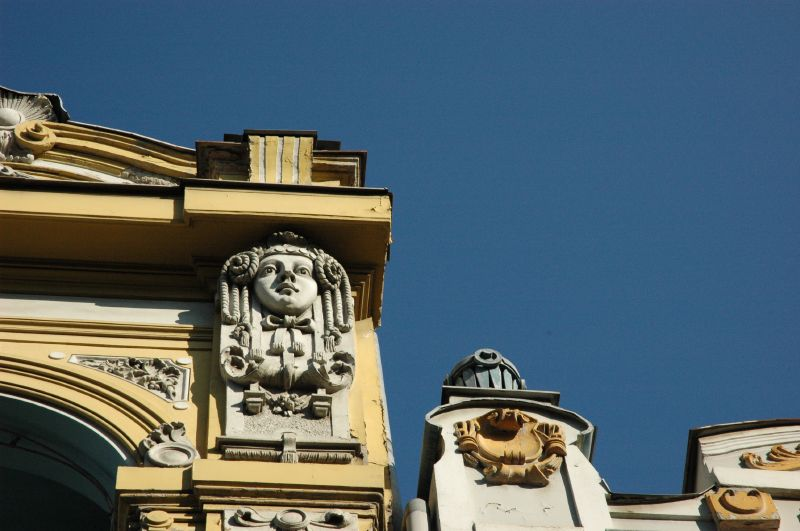
Arquitectura
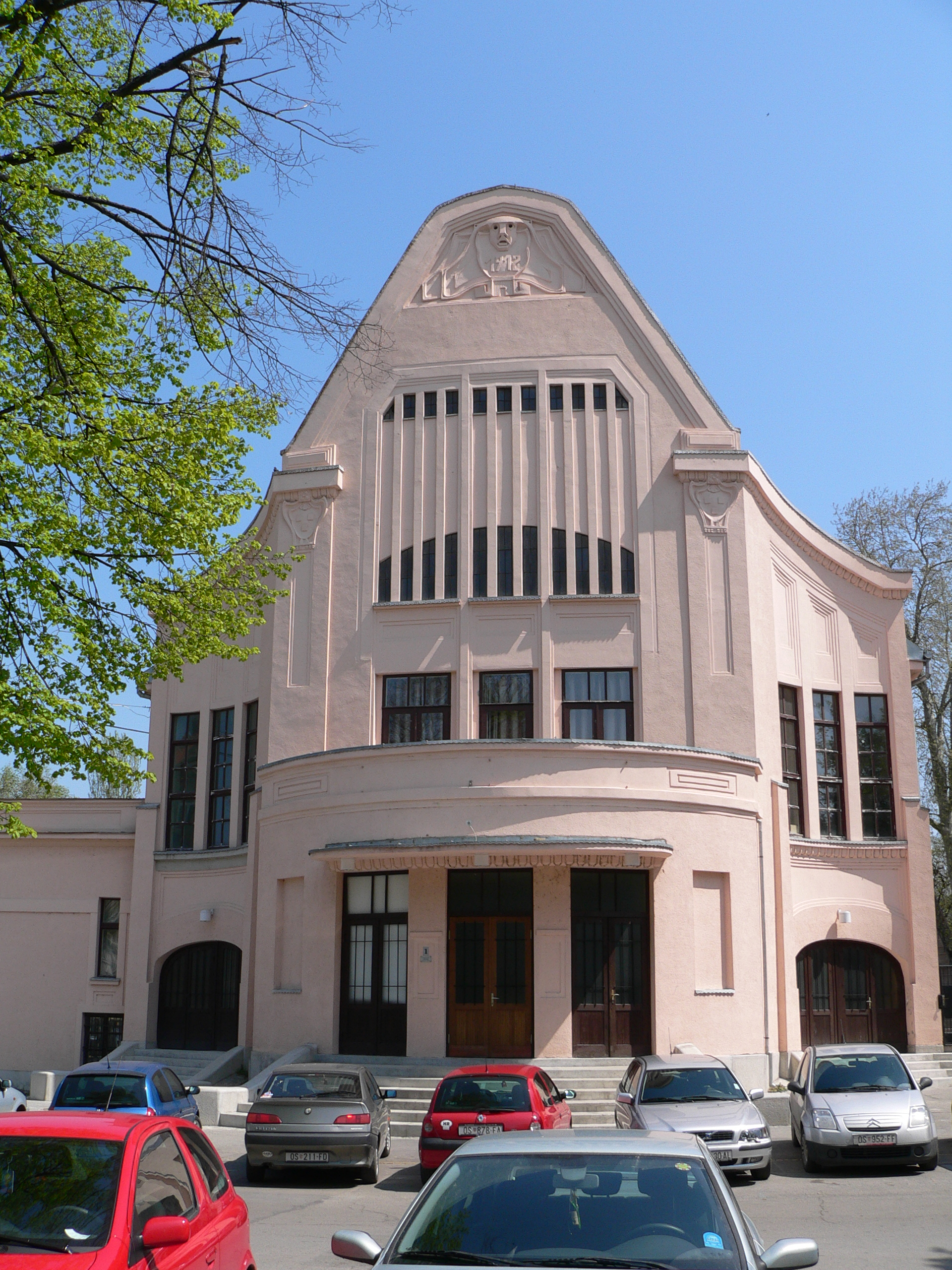
Kino Urania, cinema